# Robert H. Warren

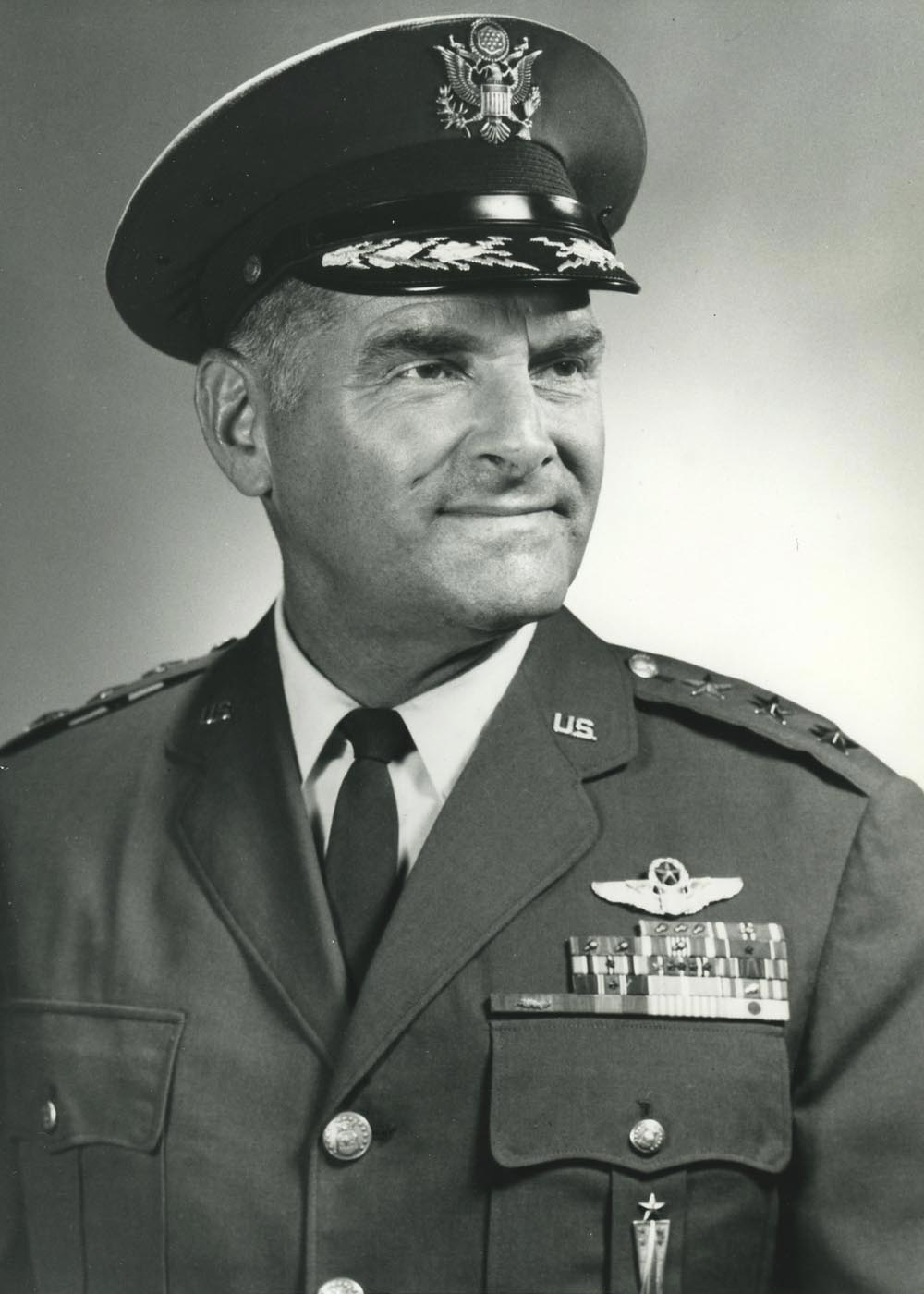
Robert H. Warren

Robert Hamilton Warren (* 30. Juli 1917 in Yankton, South Dakota; † 9. Januar 2010 in Charleston, West Virginia) war ein Generalleutnant der United States Air Force. Er war unter anderem Leiter (Superintendent) der United States Air Force Academy.

## Leben
Robert Warren war ein Sohn von Howard Hamilton Warren (1894–1937) und dessen Frau Florence C. Johnson (1891–1981). Der Vater war Jurist und als Leutnant Kriegsteilnehmer am Ersten Weltkrieg. Später war er unter anderem Staatsanwalt in Yankton. Der jüngere Warren besuchte die öffentlichen Schulen seiner Heimat. In den Jahren 1936 bis 1940 absolvierte er die United States Military Academy in West Point. Nach seiner Graduation wurde er Mitglied im United States Army Air Corps, aus dem ein Jahr später die United States Army Air Forces hervorgingen. In der Armee bzw. ab 1947 in der United States Air Force durchlief er anschließend alle Offiziersränge vom Leutnant bis zum Drei-Sterne-General.
Warren wurde zum Kampfpiloten ausgebildet und flog nach dem Eintritt der Vereinigten Staaten in den Zweiten Weltkrieg Aufklärungseinsätze an der Ostküste zur Aufspürung feindlicher U-Boote. Im weiteren Verlauf des Krieges wurde er als Kampfpilot auf dem europäischen Kriegsschauplatz eingesetzt. Er flog 38 Einsätze und brachte es zunächst zum Kommandeur der 515. Bomberschwadron (515th Bombardment Squadron) und dann zum Kommandeur der 376th Bombardment Group, die seiner Schwadron übergeordnet war. Beide Einheiten unterstanden der 15. Luftflotte.
Nach dem Krieg setzte Robert Warren seine Offizierslaufbahn fort. Er blieb zunächst Kommandeur der 376th Bombardment Group, die in Grand Island in Nebraska stationiert war. Im Jahr 1947 wurde er in die als eigenständige Waffengattung neugegründete US Air Force übernommen. Danach nahm er einige Aufgaben als Stabsoffizier in deren Hauptquartier wahr. Nach einem Studium am Air War College auf der Maxwell Air Force Base in Alabama wurde er im Jahr 1950 zum Hauptquartier der amerikanischen Luftstreitkräfte im Fernen Osten (Südkorea) versetzt (Headquarters, Far East Air Forces). Dort gehörte er bis 1953 als Oberst deren Stabsabteilung für Operationen an. Damit war er auch in den Koreakrieg verwickelt. Die dort eingesetzten amerikanischen Luftstreitkräfte wurden vom Hauptquartier, bei dem er tätig war, kommandiert.
Nach seiner Rückkehr gehörte er zunächst erneut dem Stab des Hauptquartiers der Luftwaffe und dann dem Stab des Verteidigungsministeriums an. Ab Juli 1959 war er auf der Eglin Air Force Base in Florida zunächst stellvertretender und dann regulärer Kommandeur des Air Proving Ground Centers. Im Jahr 1961 gehörte er für sechs Monate der Waffenstillstandskommission für Korea an.
Am 9. Juli 1962 wurde Robert Warren in Colorado Springs als Nachfolger von William S. Stone Leiter (Superintendent) der United States Air Force Academy. Dieses Amt bekleidete er bis zum 1. Juli 1965, als er von Thomas S. Moorman abgelöst wurde. Daran schloss sich eine Versetzung zur Andrews Air Force Base in Maryland an. Dort war er bis 1967 Stabschef beim damaligen Air Force Systems Command. Danach gehörte er bis 1968 der Stabsabteilung für Personal im Hauptquartier der Air Force an. Anschließend wurde er erneut dem Stab des Verteidigungsministeriums zugeteilt, dem er bis zu seiner Pensionierung am 31. Juli 1971 in unterschiedlichen Funktionen angehörte.
Robert Warren verbrachte seinen Lebensabend zunächst in Florida und ab 1999 in Charleston in West Virginia. Der seit 1942 mit Daisy Wall Henderson (1918–2002) verheiratete Offizier starb am 9. Januar 2010 und wurde auf dem Friedhof der Air Force Academy in Colorado Springs in Colorado beigesetzt.

## Orden und Auszeichnungen
Robert Warren erhielt im Lauf seiner militärischen Laufbahn unter anderem folgende Auszeichnungen:
- Air Force Distinguished Service Medal
- Legion of Merit
- Distinguished Flying Cross
- Air Medal
- Army Commendation Medal
- Kriegskreuz (Frankreich)